# Erős János (főhadnagy)
Erős János (Szilágysomlyó, 1824 – Zilah, 1899. január 10.) honvéd főhadnagy. Az Erőss család betlenfalvi ágának leszármazottja, Erős István honvéd főhadnagy öccse. 

## Életútja
Apja császári-királyi százados. 1841-től hadfi, 1842-ben tizedes, majd 1847-től őrmester az 51. Károly Ferdinánd gyalogezredben. 
1848. július 20.-án kinevezik hadnaggyá a Marosvásárhelyen szerveződő 12. honvédzászlóaljnál. November 6.-án főhadnaggyá nevezik ki a 32. zászlóaljhoz, de a 12. zászlóaljnál marad. December elején Nagyszebenben jelentkezik a császáriaknál. Őrmesterként beosztják a 62. gyalogezredhez. Később ismét átment a honvédsereghez. A szabadságharc után besorozzák őrmesteri rangban az 51. gyalogezredhez, ahonnan rokkantként szerel le. 
1855-ben feleségül veszi a csíkszeredai Száva Annát. Később állami adóhivatalnok lett. Zilahon halt meg, 1899. január 10.-én. 